# Wesley A. D’Ewart

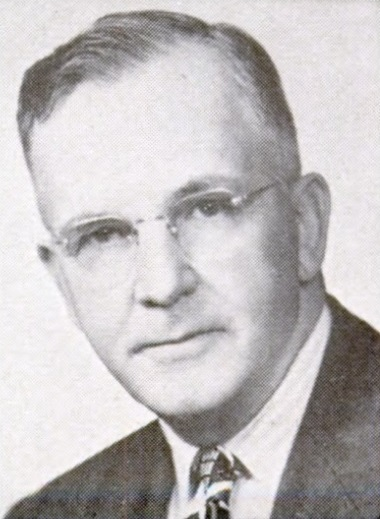
Wesley A. D’Ewart, 1953

Wesley Abner D’Ewart (* 1. Oktober 1889 in Worcester, Massachusetts; † 2. September 1973 in Livingston, Montana) war ein US-amerikanischer Politiker. Zwischen 1945 und 1955 vertrat er den Bundesstaat Montana im US-Repräsentantenhaus.

## Frühe Jahre
Wesley D’Ewart besuchte die öffentlichen Schulen in Worcester und danach das Washington State College. Im Jahr 1910 zog er in das Park County in Montana. Dort arbeitete er in der Forstverwaltung. Er befasste sich aber auch mit der Tierhaltung und wurde Farmer und Geschäftsmann.

## Aufstieg in den Kongress
Politisch wurde D’Ewart Mitglied der Republikanischen Partei. Zwischen 1937 und 1939 war er Abgeordneter im Repräsentantenhaus von Montana, von 1941 bis 1945 war er Mitglied des Staatssenats. Nach dem Tod des Kongressabgeordneten James F. O’Connor am 15. Januar 1945 fanden Nachwahlen für den freigewordenen Sitz im US-Repräsentantenhaus statt, die D’Ewart für sich entscheiden konnte. Nachdem er in den folgenden Jahren jeweils in seinem Amt bestätigt wurde, konnte Wesley D’Ewart zwischen dem 5. Juni 1945 und dem 3. Januar 1955 im Kongress verbleiben. Im Jahr 1954 kandidierte er nicht mehr für das Repräsentantenhaus. Stattdessen bewarb er sich erfolglos um einen Sitz im US-Senat.

## Weiterer Lebenslauf
Zwischen 1955 und 1958 arbeitete D’Ewart sowohl für das Landwirtschafts- als auch für das Innenministerium der Vereinigten Staaten. Im Jahr 1960 kandidierte er erfolglos für das Amt des Gouverneurs von Montana. Er scheiterte bereits in den Vorwahlen seiner Partei an Donald Grant Nutter. Von 1966 bis 1969 war D’Ewart Mitglied einer Kommission der westlichen Bundesstaaten der USA, die sich mit den Fragen der Wasserwirtschaft (Water Council) befasste. Wesley D’Ewart verstarb im Jahr 1973 in Livingston.